# Ligier JS1
La Ligier JS1 è una berlinetta da competizione, anche ad uso stradale , costruita dalla Ligier in piccola serie, dal 1969 al 1970.

## Sviluppo
La JS1 fu la prima vettura realizzata dalla marca francese e venne presentata al pubblico per la prima volta presso il salone automobilistico di Parigi del 1969.

## Tecnica
Come propulsore venne montato un Ford Cosworth 1.6 con messa a punto praticamente da Formula 2, accreditato di una potenza di 220 CV a 9000 giri al minuto ed accoppiato ad un cambio manuale a cinque rapporti. La carrozzeria, disegnata  da Pietro Frua, era in fibra di vetro, mentre l'impianto frenante era costituito da quattro elementi a disco. Le sospensioni erano rappresentate da doppi bracci trasversali abbinati a molle elicoidali in tutte le sezioni del mezzo.La velocità massima dichiarata era di 270 km/h, col prezzo di vendita stabilito in 45500 franchi francesi. La macchina era intesa, ed omologata, per uso stradale.Poco dopo venne realizzata la versione da competizione,fornita di motore Ford Taunus 26M V6 con 215 CV, coppia più favorevole e possibilità di ulteriore sviluppo.

## Attività sportiva
La JS1 venne schierata nella 24 Ore di Le Mans del 1970 e, sebbene avesse ottenuto dei buoni tempi in qualifica, fu costretta al ritiro all'ottava ora di gara a causa di un guasto meccanico. Successivamente, due vetture furono iscritte al Tour de France automobilistico, ma nemmeno esse riuscirono a terminare la gara, sempre per problemi meccanici.